# GR-1 (missile)
Le GR-1 (indice GRAU : 8K713), de l'anglais Global rocket, (SS-X-10 Scrag selon la classification de l'OTAN), est un missile soviétique du système de bombardement orbital fractionné développé pendant la guerre froide, mais jamais déployé. Il n'était pas capable de satelliser un objet, mais il devait être capable de frapper un satellite en orbite basse ou d'atteindre n'importe quel point de la planète.

## Développement
Le projet GR-1 a été annulé en 1964 en raison de retards dans les moteurs, ainsi que la plupart des missiles de l'OGCh après l'accord SALT II de 1979.